# Miguel Álvarez Fernández "Ponticu"

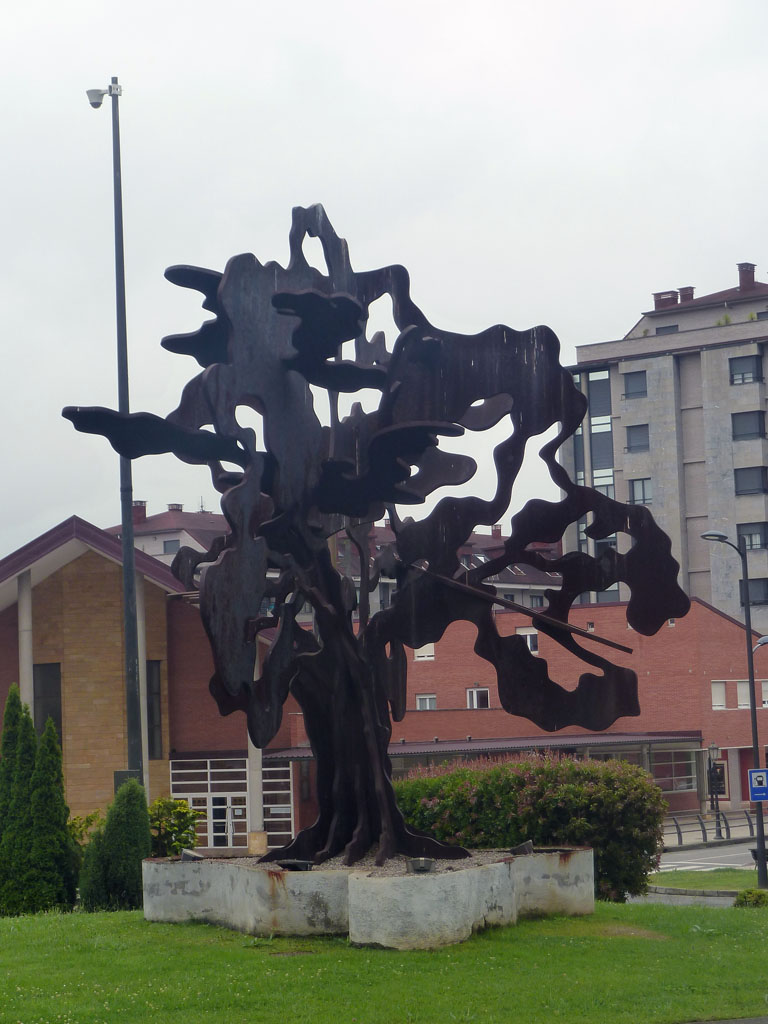
Al roble, obra de Ponticu instalada en Oviedo.

Miguel Álvarez Fernández “M. Ponticu”*, es un escultor español nacido en Gijón (Asturias), en 1962.

## Actividad artística

### Monumentos
- Dionisio de la Huerta (Arriondas), 1993. Fundador del Descenso Internacional del río Sella. Monumento ubicado en la Plaza del Cañón en Arriondas.[1]

- Francisco Pintado Fe (Oviedo), 1994. Fundador de la Universidad de Ingenieros Superiores de Minas. Monumento ubicado frente a la Universidad de Oviedo (Escuela de Minas).[1][2][3]

- Miriam Bonifacio (Gijón), 1994. Monumento ubicado en la Finca Bonifacio de Somió.[1]

- Claudio Alvargonzalez (Gijón), 1995. Brigadier de la Armada y Héroe en la batalla de Abtao en Cuba. Monumento ubicado en el Puerto de Gijón.[1]

- Cabeza de toro que preside la fachada principal de la Plaza de Toros de El Bibio, (Gijón), 1998.[1]

- Belén monumental del Ayuntamiento de Gijón. Una colección de unas treinta figuras (aumentado cada año) a tamaño natural, ubicadas en Navidad en la Fuente de los Patos en Gijón. 1996-2005.[1]

- Faustino Rodríguez-San Pedro (Gijón), 2002. Monumento ubicado en el Recinto de la Feria de Muestras de Asturias.[1]

- Al roble (Oviedo), 2003. Monumento ubicado en la Plaza de Gabino Díaz Merchán.[1][2][3]

- Las Manos de la Universidad (Gijón), 2007. Monumento ubicado en la Universidad Laboral de Gijón.[1]

- Luis Adaro-Jove y Ruiz-Falco (Gijón), 2008. Monumento ubicado en el Recinto de la Feria de Muestras de Asturias.[1]

### Obras en museos y fundaciones
- Museo Naval de Madrid.[1]
- Museo de las Termas de Gijón.[1]

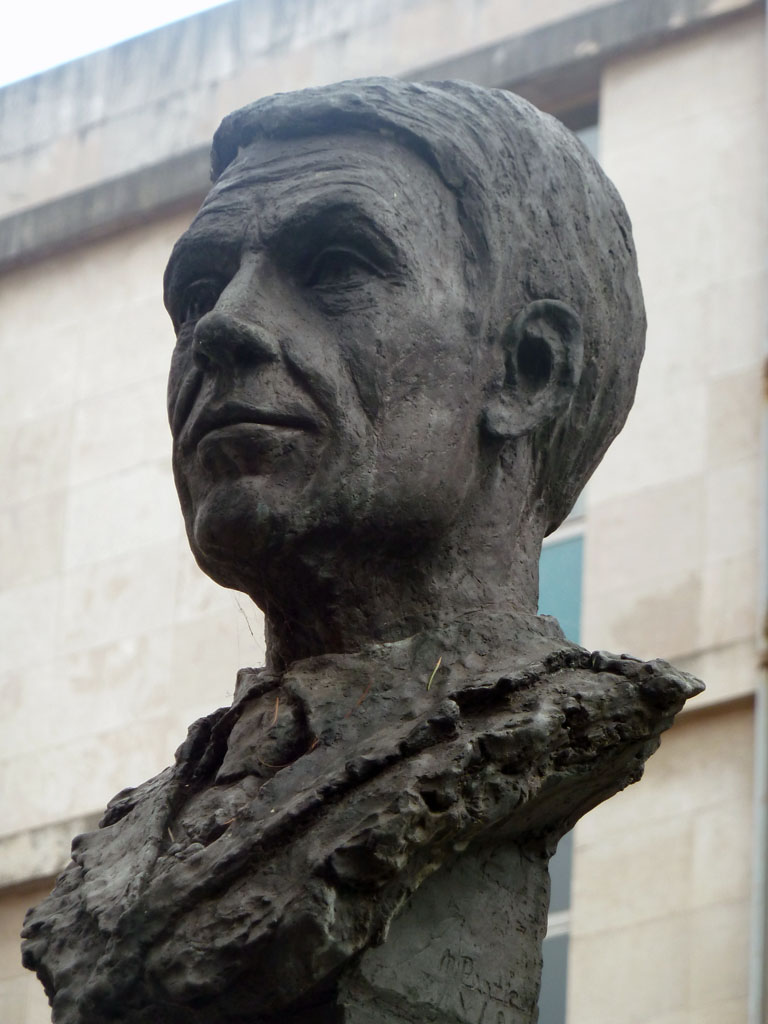
Escultura de Francisco Pintado Fe.

- The Albuquerque Museum. Nuevo México (EE. UU.).[1]
- Museo de Tabar (Navarra).[1]
- Fundación Alvargonzalez de Gijón.[1]
- Fundación Duques de Soria en Soria.[1]
- Real Academia de Medicina y Cirugía del Principado de Asturias.[1]

### Exposiciones
1988
- Galería Obaya. Gijón.[1]

1989
- Galería Algalia. Villaviciosa.[1]

- Galería Obaya. Gijón.[1]

- Galería Altamira. Gijón.[1]

1990
- Casa de la cultura de. Candas.[1]

- Museo Melchor Colet. Barcelona.[1]

1991
- Banco de Asturias. Oviedo.[1]

2000
- Galería Catalonia. Barcelona.[1]

2001
- Caja Vital Kutxa.[1]

2002
- The Albuquerque Museum. New México. EE. UU..[1]

- Caja Vital Kutxa.[1]

- Galería Altamira. Gijón.[1]

2003
- Galería Ansorena. Madrid.[1]

- Caja Vital Kutxa.[1]

2004
- La Quinta. Marbella.[1]

2005
- Galería Paz Feliz. Madrid.[1]

2006
- Galería Estandarte. Madrid.[1]

- Galería Rita Castellote. Madrid.[1]

2007
- Galería Nogal. Oviedo.[1]

- Ezair Gallery. New York. EE. UU..[1]

- Galería Tavira. Bilbao.[1]

- Galería Jorge M. Sori. Miami*EE. UU..[1]

2008
- Galería Des Vosges París.[1]

- Treasure of seeds Sídney. Australia.[1]

2009
- Galería Amaga. Aviles.[1]

- Treasure of seeds Camberra. Australia.[1]

- Sala Cajastur Oviedo.[1]

- Museo del Louvre París. Francia.[1]

### Ferias
2000
- Artexpo. (Barcelona) con la galería Catalonia.[1]

2006
- Estampa. (Madrid) con la galería Estandarte.[1]

2007
- Art*Madrid. (Madrid) con la galería Rita Castellote.[1]

2008
- Art Madrid (Madrid) con la galería Sao Mamede.[1]

- The Affordable Art Fair (Londres) con la galería Estandarte.[1]

- Art London (Londres) con la galería Ansorena.[1]

2009
- Art Madrid (Madrid) con la galería Sao Mamede.[1]

- The Affordable Art Fair (Londres) con la galería Estandarte.[1]

### Premios
- II Bienal Internacional del deporte en el Arte.[1]
- Premio Unión de Arte.[1]
- I Encuentro de la Música y el Arte en Asturias.[1]